# Ель-Вакра (місто)
Ель-Вакра (араб. الوكرة) — місто на березі Перської затоки. Населення 87 970 осіб (на 2015 рік).

## Географія
Місто розташоване в центрально-східній частині Катарського півострова в 5 км на південь від столиці країни — Дохи. На сході омивається водами Перської затоки.
Площа міста складає — 62,95 км2. Середня висота на території міста складає всього 4 метра над рівнем моря. Абсолютні відмітки перевищують в 15 метрів.

### Клімат
Місто знаходиться у зоні, котра характеризується кліматом тропічних пустель. Найтепліший місяць — липень із середньою температурою 35.1 °C (95.2 °F). Найхолодніший місяць — січень, із середньою температурою 17.1 °С (62.7 °F).
| Клімат Ель-Вакри        | Клімат Ель-Вакри | Клімат Ель-Вакри | Клімат Ель-Вакри | Клімат Ель-Вакри | Клімат Ель-Вакри | Клімат Ель-Вакри | Клімат Ель-Вакри | Клімат Ель-Вакри | Клімат Ель-Вакри | Клімат Ель-Вакри | Клімат Ель-Вакри | Клімат Ель-Вакри | Клімат Ель-Вакри |
| Показник                | Січ.             | Лют.             | Бер.             | Квіт.            | Трав.            | Черв.            | Лип.             | Серп.            | Вер.             | Жовт.            | Лист.            | Груд.            | Рік              |
| Середній максимум, °C   | 22,1             | 23,3             | 26,9             | 32,8             | 39,4             | 42,1             | 42,4             | 41               | 37,9             | 35,2             | 29,7             | 23,7             | 33               |
| Середня температура, °C | 17,1             | 18,1             | 21,3             | 26,4             | 31,6             | 33,8             | 35,1             | 34,7             | 31,7             | 28,9             | 24,1             | 19               | 26,8             |
| Середній мінімум, °C    | 12               | 13               | 15,7             | 20               | 23,7             | 25,5             | 27,8             | 28,4             | 25,5             | 22,5             | 18,4             | 14,3             | 20,6             |
| Норма опадів, мм        | 8.5              | 16.1             | 13.6             | 2.8              | 0.3              | 0                | 0                | 0                | 0                | 1                | 2.5              | 13.9             | 58.7             |
| Днів з дощем            | 1,3              | 1,3              | 1,8              | 0,7              | 0,1              | 0                | 0                | 0                | 0                | 0,2              | 0,4              | 1,7              | 7,5              |
| ----------------------- | ---------------- | ---------------- | ---------------- | ---------------- | ---------------- | ---------------- | ---------------- | ---------------- | ---------------- | ---------------- | ---------------- | ---------------- | ---------------- |
| Джерело: Weatherbase    |                  |                  |                  |                  |                  |                  |                  |                  |                  |                  |                  |                  |                  |

## Демографія
2015 року зареєстровано 87970 осіб.

## Галерея

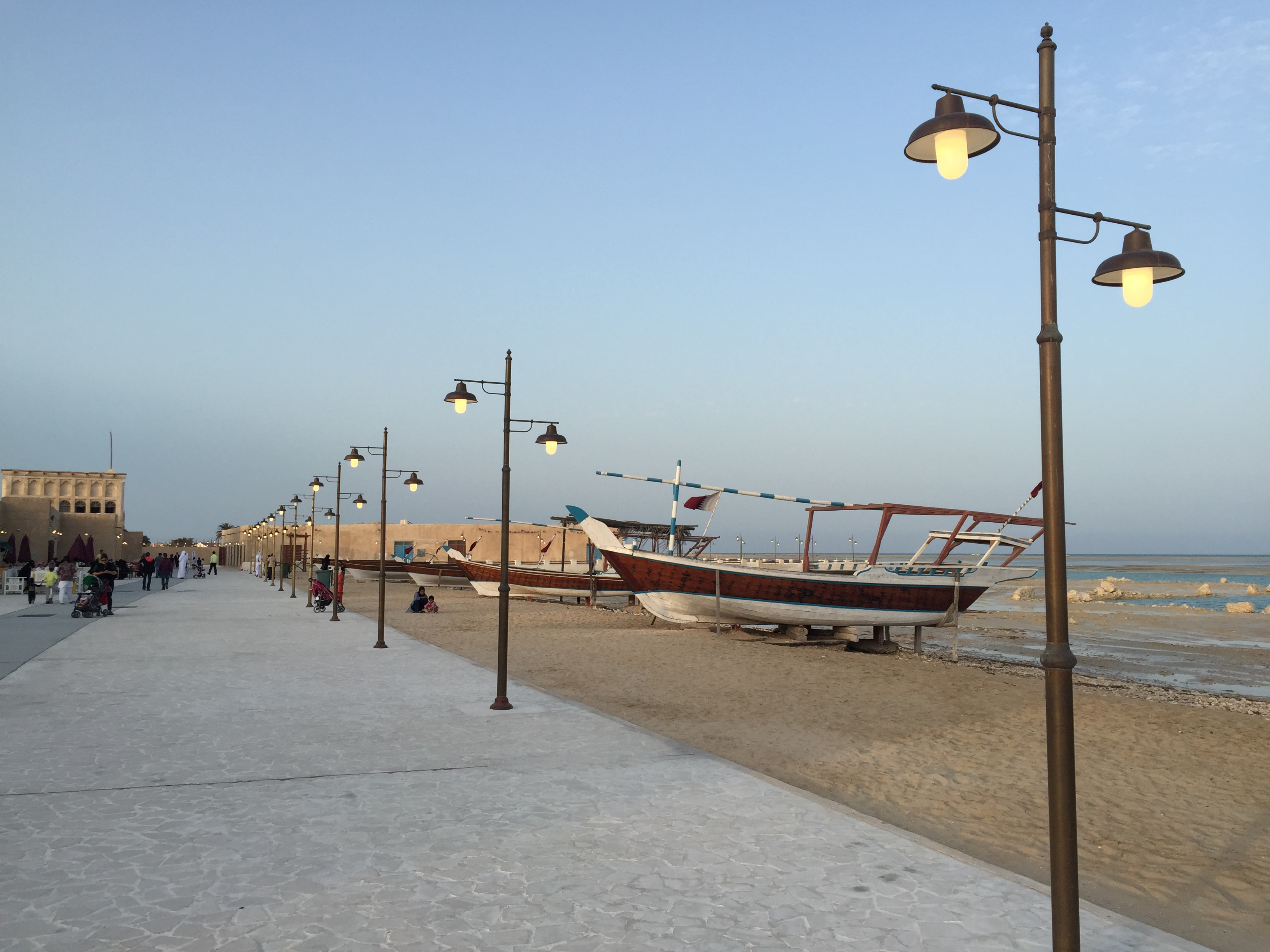
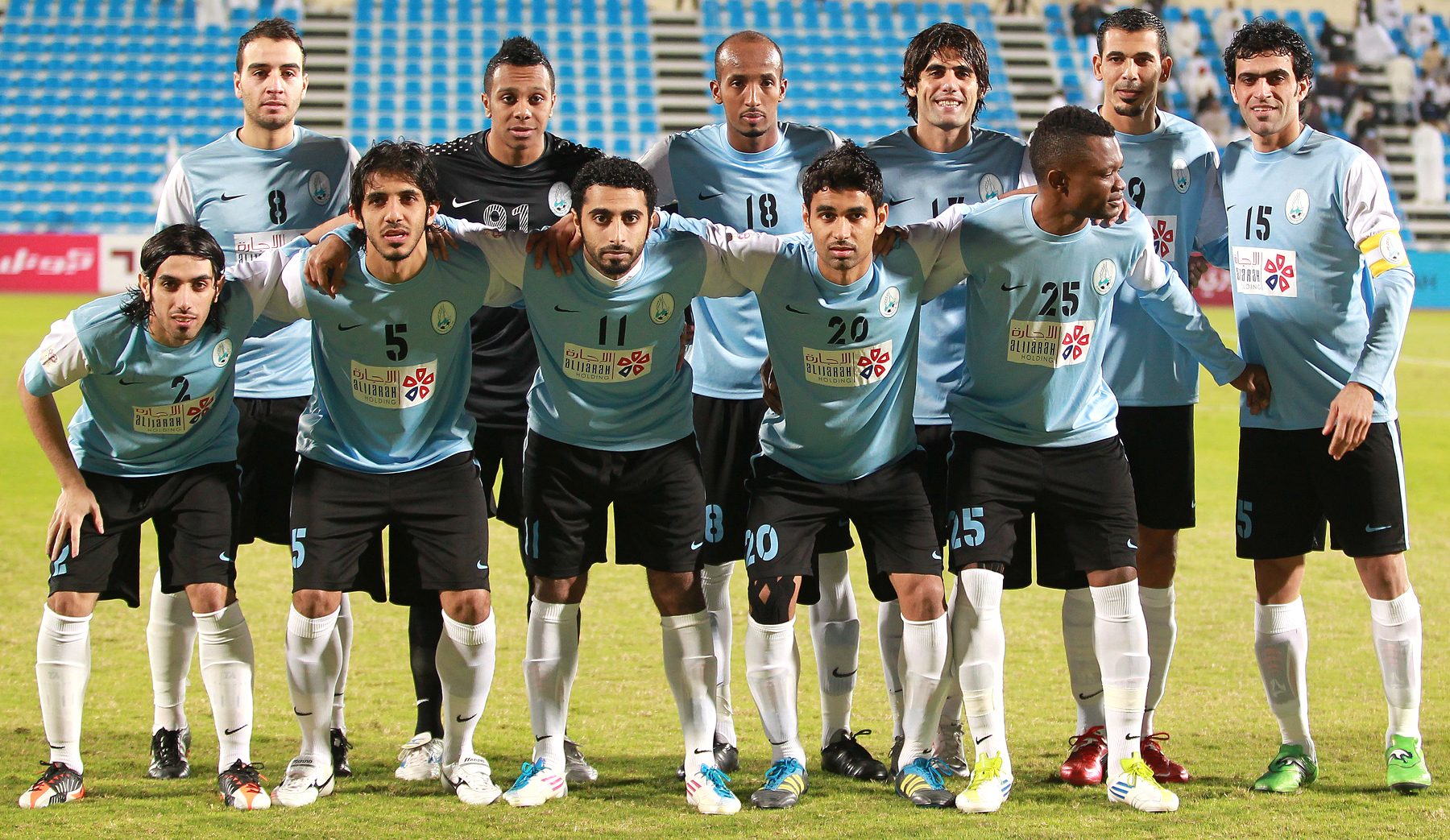
Футбольна команда
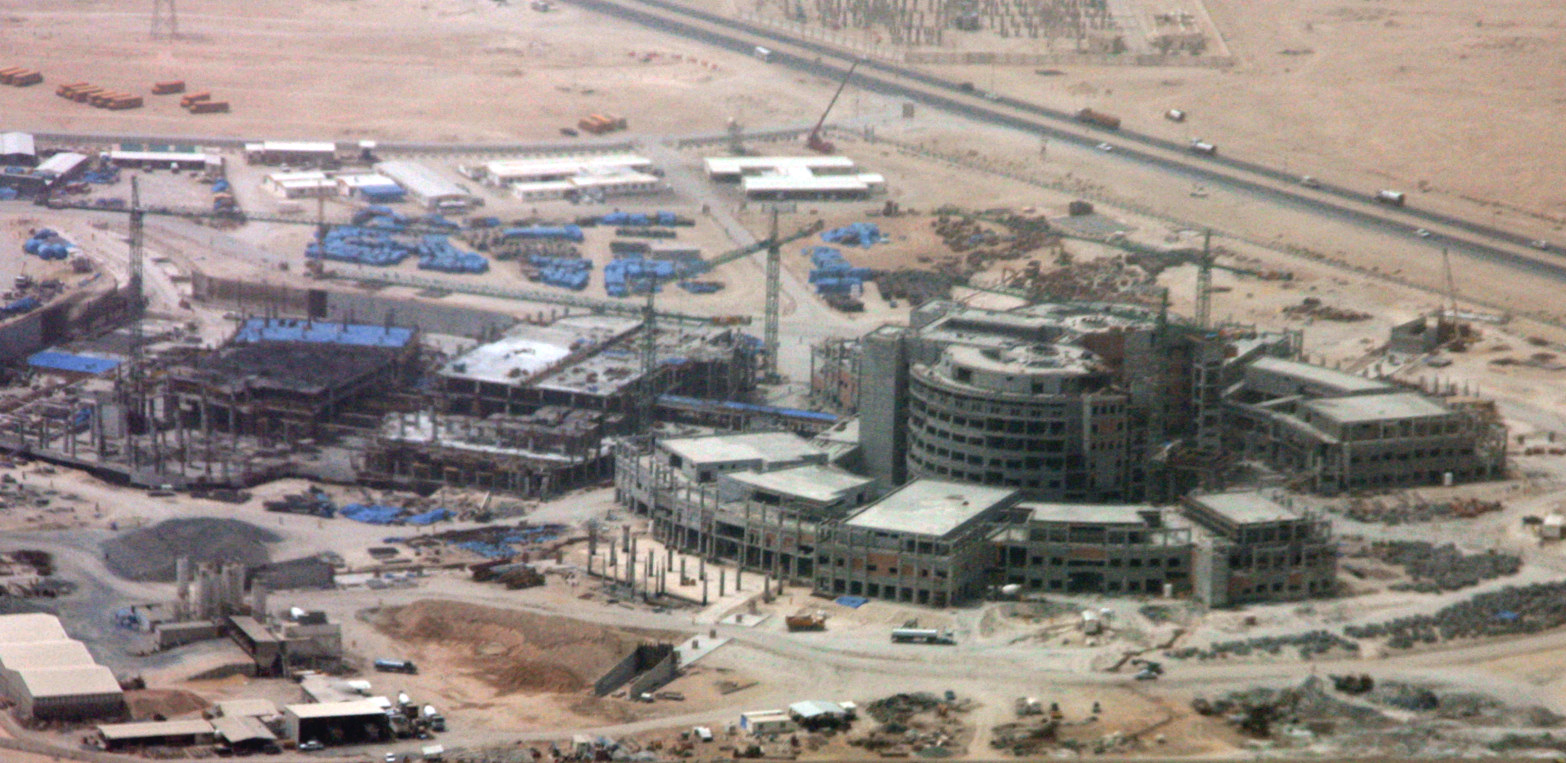
Будується госпіталь
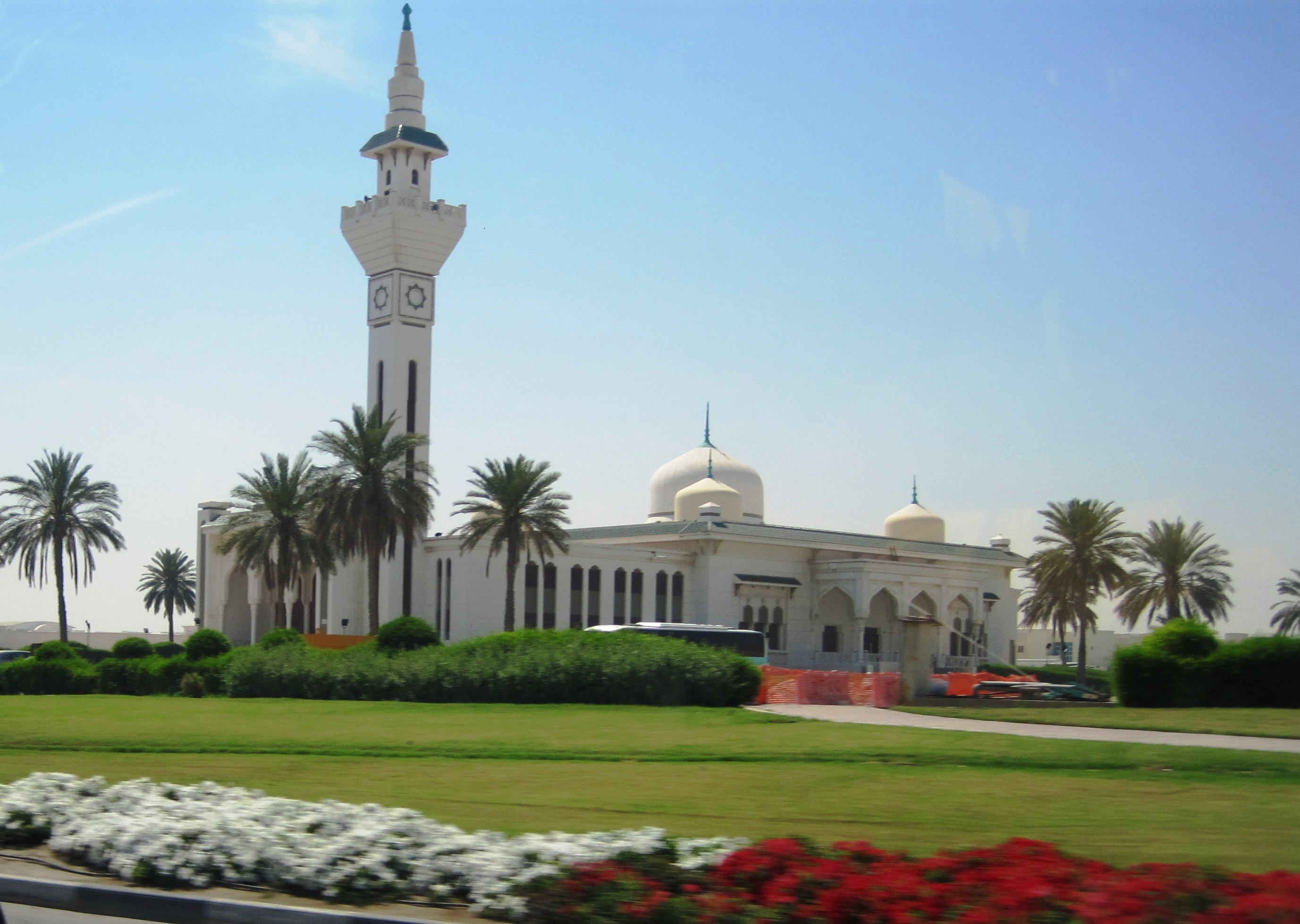